# 巴比伦神话
巴比伦神话是一系列描述了巴比倫神祇、英雄及傳說生物的神話故事。
當中較著名的包括包括世界上最早的史诗《吉尔伽美什史诗》、《埃努瑪·埃利什》，前者有提及大洪水傳說；而神话人物有：阿普蘇（Apsu）、提亚瑪特（Tiamat）、伊絲塔等。
巴比倫的神話故事在現代一般被視為巴比倫宗教的構成元素，目的並不單只作為宗教用途，很多時候這時故事嘗試解釋大自然之謎、對正當行為的獎賞、對禁忌行為的懲罰、又或者是綜合以上種種。但是，一些神話章節是用作宗教活動的儀式。
巴比倫的神話經典大部分取材自蘇美爾神話，都是以阿卡德語寫成的，阿卡德語是閃米特語，以楔形文字刻於泥板上。